# Felix Minet
Felix Minet (Hermalle-sous-Huy, België) was een Belgisch wielrenner. Hij is vooral bekend als deelnemer van de eerste twee edities van Luik-Bastenaken-Luik in 1892 en 1893.
In zijn carrière won Minet één wedstrijd. Dat was een onbekende wedstrijd uit het dorpje Hollogne-aux-Pierres in 1894. Datzelfde jaar werd hij in Vielsalm-Spa tweede.

## Voornaamste wedstrijden
1892
- 15e - Luik-Bastenaken-Luik

1893
- 17e - Luik-Bastenaken-Luik

1894
- 1e - Hollogne-aux-Pierres
- 2e - Vielsalm-Spa

## Resultaten in voornaamste wedstrijden
| Jaar | Luik-Bast.‑Luik |
| ---- | --------------- |
| 1892 | 15e             |
| 1893 | 17e             |